# Riva del Garda
Riva del Garda är en ort och kommun i provinsen Trento i regionen Trentino-Sydtyrolen i Italien. Kommunen hade 17 505 invånare (2018).